# اکونولینگا
اکونولینگا (به لاتین: Akonolinga) یک منطقهٔ مسکونی در کامرون است که در Centre Province (Cameroon) واقع شده‌است.

## خصوصیات
اکونولینگا ۲۱٬۲۹۹ نفر جمعیت دارد و ۵۲۰ متر بالاتر از سطح دریا واقع شده‌است.